# Röder Zeltsysteme und Service
Die Röder Zelt- und Veranstaltungsservice GmbH (kurz Röder Group) ist ein Unternehmen mit Sitz in Büdingen. Es produziert, vertreibt und vermietet Hallen- und Zeltsystemen. Die Röder Group ist unter anderem in China, Türkei, Frankreich, Spanien, im Vereinigten Königreich und der Schweiz vertreten. Weitere Handelsniederlassungen befinden sich in mehr als 30 Ländern. Das operative Geschäft in Deutschland wird durch das Tochterunternehmen Röder Zelt- und Veranstaltungsservice GmbH abgewickelt.

## Geschichte
1959 wurde Röder als Vermietungsunternehmen für Holzzelte in Wolferborn (heute Büdingen) gegründet. 1965 begann der Betrieb mit der Serienfertigung eigener Zelte mit Planenmaterial aus Polyester und Mischgewebe. Im selben Jahr starteten die Entwicklung und der Verleih von Stahlzelten. 1975 stellte Röder ein freitragendes Aluminium-Großzelt vor.
1976 gründete das Unternehmen die erste ausländische Tochtergesellschaft in Beauvais (Frankreich); 1978 bezog Röder die eigenen Produktionshallen am heutigen Standort Wolferborn. 1984 wurde das erste zweistöckige Zelt auf den Markt gebracht. Zwischen 1985 und 1995 erweiterte das Unternehmen sein internationales Engagement durch Tochtergesellschaften und Agenten bzw. Joint-Ventures in rund 20 Ländern.
1992 stattete Röder erstmals die Olympischen Winterspiele in Lillehammer und die Weltausstellung in Sevilla mit mobilen Bauten aus und ging an die Börse. Dazu wurden 40 % des seinerzeitigen Grundkapitals von TDM 660 zu einem Emissionspreis von 870 % breit gestreut. Die Aktienmehrheit (~ 56 %) erwarb 1993 die Firma Klöckner & Co, welche sie 1998 dem Gerüstbauer Plettac AG aus Plettenberg verkaufte. Ab da firmierte das Unternehmen als Plettac-Röder AG. 1999 wurde Röder das Produktprogramm „Textiles Bauen“ von der Plettac AG übertragen (geplant war eine Kapitalerhöhung durch Sacheinlage ohne Bezugsrecht). Die zwischenzeitlich im MDAX gelistete Plettac AG geriet jedoch bald in Schieflage. Am 2. März 2002 lag die Röder-Aktie bei 0,85 Euro, als sich das Unternehmen – nun wieder unter dem Namen Röder Zeltsysteme und Service AG firmierend – durch einen Management-Buy-out löste. Federführend war das Management-Team Rüdiger Blasius, Jens Brüggemann, Martin Osbeck und Thomas Roman. Martin Osbeck schied im März 2009 aus dem Unternehmen aus. Ihm folgte im Vorstand Jens Brüggemann.
2004 gründete die Röder AG die „Roder Tent Service (Shanghai) Co., Ltd“ (China). 2006 folgten Roder Ooo (GmbH) in Moskau und Röder Yapi Systemleri Ltd. in Istanbul. Im selben Jahr errichtete Röder Zeltlandschaften an vier Turnierstandorten der Fußball-Weltmeisterschaft in Deutschland und stattete die Reitsport-Weltmeisterschaften in Aachen mit aus.
2007 erweiterte Röder seinen Gesellschafterkreis durch eine Partnerschaft mit der Zurmont Madison Management AG als neuem Mehrheitsaktionär. Die Aktien wurden in Freiverkehr an der Börse Berlin, der Börse Stuttgart sowie der Börse München und im Regulierten Markt (General Standard) an der Frankfurter Wertpapierbörse gehandelt. 2008 wurde die erste Röder-Hausmesse „Innoscene“ Premiere.
2014 gründete Röder eine Tochtergesellschaft in Mexiko; im Juli desselben Jahres wurden die Minderheitsaktionäre ausgelöst. Mit der Eintragung des Übertragungsbeschlusses in das Handelsregister gingen alle Aktien der Minderheitsaktionäre auf die Zurmont Madison Deutschland GmbH über.
2015 übernahm die RAG-Stiftung Beteiligungsgesellschaft mbH die Röder-Gruppe. 2016 änderten sich Unternehmensform und Firmierung: Aus Röder Zeltsysteme und Service AG wurde Röder Zeltsysteme und Service GmbH. Das Unternehmen firmierte jetzt als Röder Zelt- und Veranstaltungsservice GmbH.

## Portfolio
Das Leistungsspektrum von Röder umfasst Entwicklung, Produktion, Verkauf, Vertrieb und Verleih von temporären Raumlösungen für verschiedenste Einsatzbereiche. Das Produktportfolio umfasst Partyzelte, Weinzelte, Groß- und Lagerzelte, Industriehallen und Sonderzelte wie Doppelstockzelte, Spezialzelte für Einsatz- und Hilfskräfte sowie besondere Zelte für VIP-Hospitality.

## Namensgleichheit
Anfang 2001 wurde ebenfalls in Büdingen-Wolferborn von den ehemaligen Besitzern der Röder AG, Heinz und Edwin Röder, ein Zeltunternehmen gegründet, die damalige Röder GmbH & Co. KG, heute HTS Tentiq GmbH. 2015 verlegte das Unternehmen seinen Firmensitz in die Nachbargemeinde Kefenrod.